# Городничанка

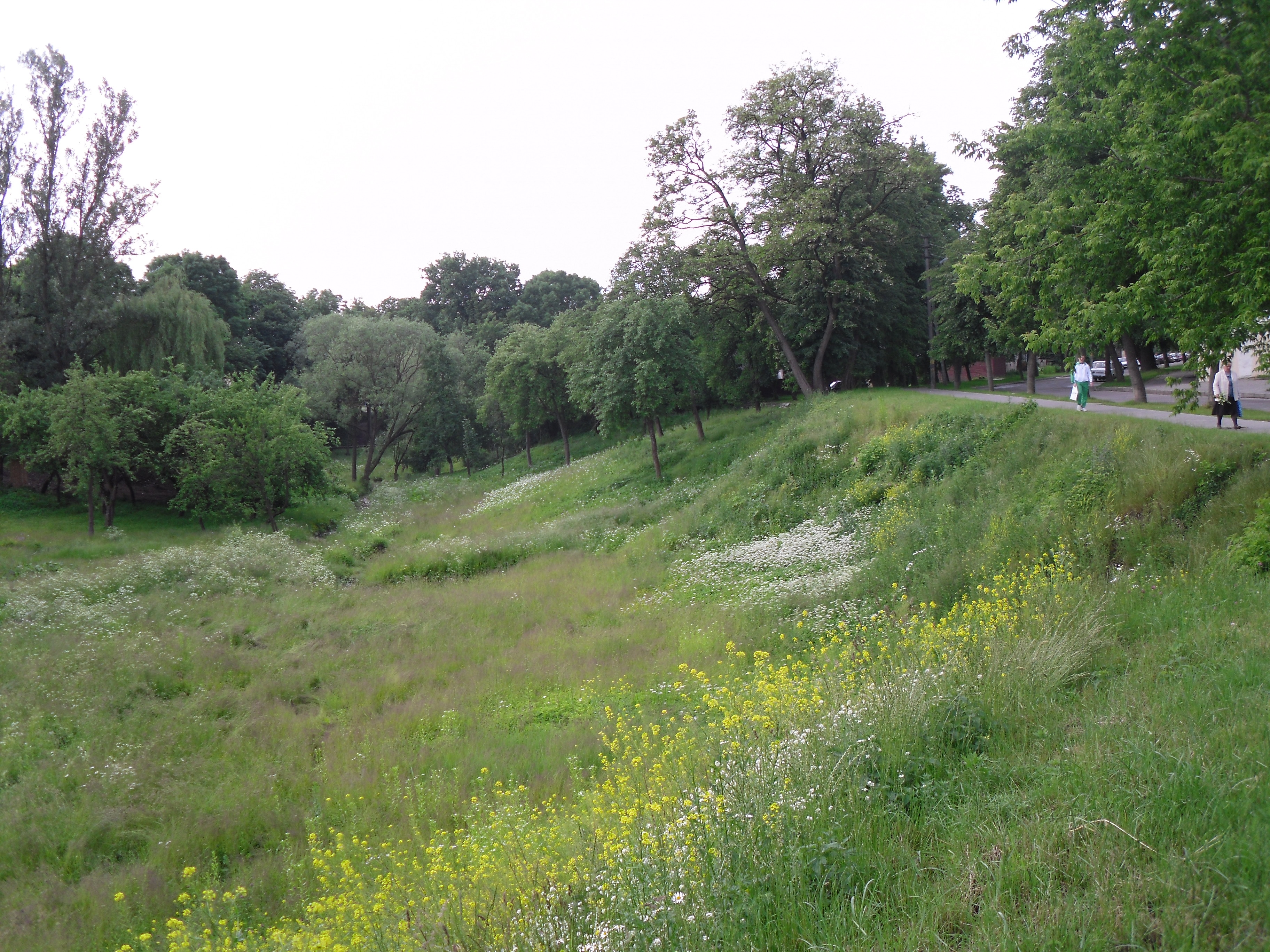
Долина Городничанки (Юрисдика) в районе улицы Островского

Городничанка (бел. Гараднічанка) — ручей в Гродненской области Белоруссии. Протекает в Ленинском районе города Гродно.
Исток — на северо-востоке Гродно, в районе деревень Малыщино и Кульбаки. Протекает через исторический центр. В районе площади Ленина соединяется с притоком Юрисдика (начинается в районе улиц Пушкина и Дзержинского). Впадает в реку Неман между Старым замком и Коложской церковью.
В междуречье р. Городничанки и р. Неман был основан город Гродно.